# Mina de Ramgarh
La mina de Ramgarh fou un camp de carbó explotat al segle XIX pels britànics al districte d'Hazaribagh, a la vall del Damodar, i proper a la població de Ramgarh, capital del zamindari de Ramgarh. La superfície del camp no excedia de 100 km². La màxima llargada d'est a oest era de 22,5 km i la màxima amplada de nord a sud de 13 km. Es va deixar d'explotar per no ser rendible econòmicament, ja que el carbó en general era de baixa qualitat.